# Mauro Serret Mirete
Mauro Serret Mirete (Madrid, 1 de gener de 1872 -Madrid, 6 d'agost de 1945) va ser un enginyer i polític espanyol.

## Biografia
Enginyer de Camins, Canals i Ports, va dissenyar o va restaurar multiplicitat d'obres públiques espanyoles com la fàbrica de tabacs de Sant Sebastià o els fars de Punta Nanti, de Bleda Plana. Va restaurar en 1898 la Farola de Màlaga. També va treballar per a la companyia de ferrocarrils en trams ferroviaris com Mula-Caravaca o Baeza-Utiel i va escriure un article a la Revista de Obras Públicas en 1923.
En esclatar la Guerra civil espanyola, el general Franco el designa ministre de Foment del seu primer govern entre el 3 d'octubre de 1936 i el 30 de gener de 1938.